# Oļegs Laizāns
Oļegs Laizāns (ur. 28 marca 1987 w Rydze) – łotewski piłkarz występujący na pozycji środkowego pomocnika.

## Kariera klubowa

### Lechia Gdańsk
W rundzie wiosennej sezonu 2009/2010 Laizāns grał w Lechii Gdańsk, do której przeszedł ze Skonto Ryga na zasadzie wypożyczenia z opcją pierwokupu. W maju 2010 roku polski klub zdecydował się rozstać z Łotyszem.